# Оранієнбурзький клінкерний завод

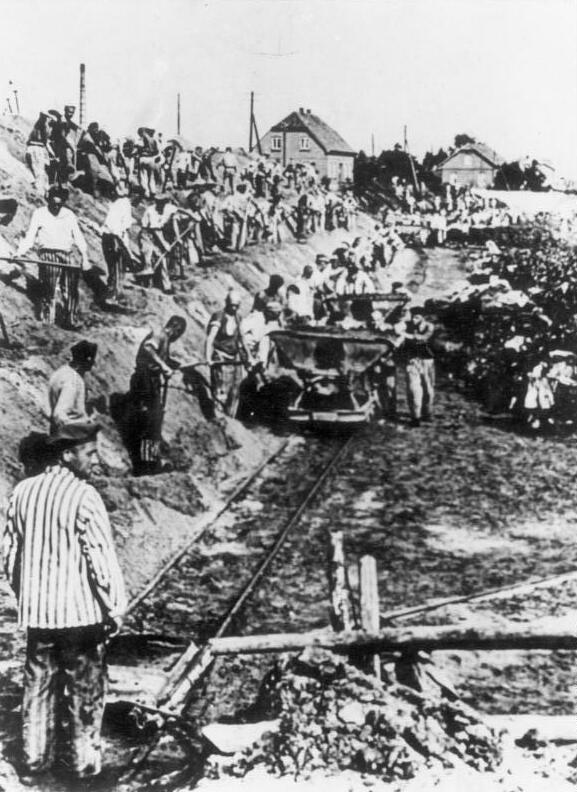
В'язні на клінкерній фабриці (1940)

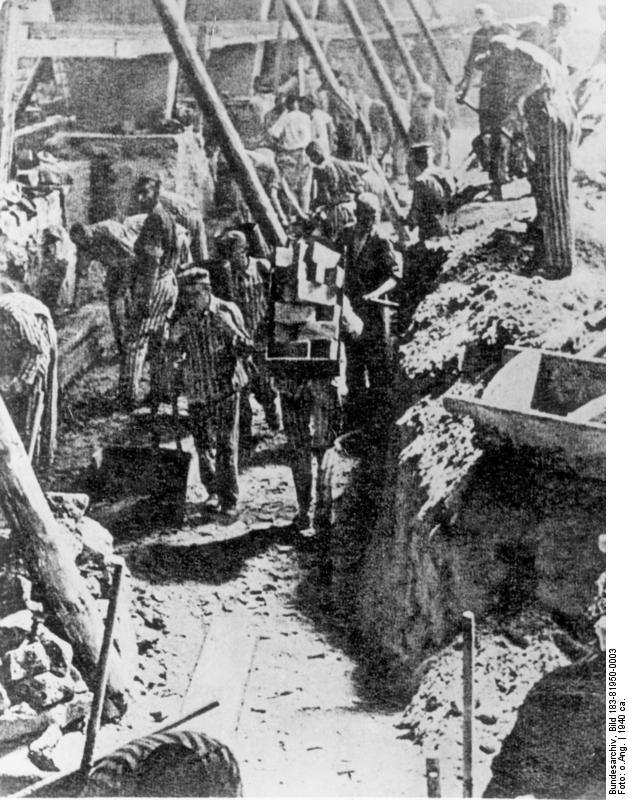
В'язні на клінкерній фабриці (1940)

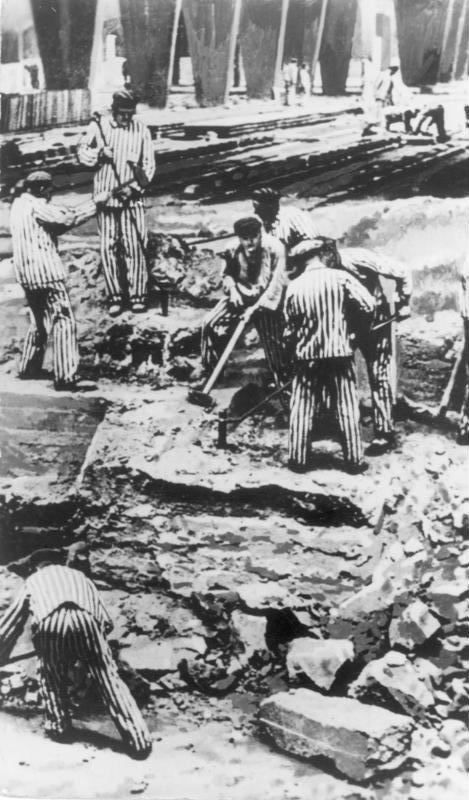
В'язні на клінкерній фабриці (1940)

Оранієнбурзький цегельний завод був великим цегельним заводом з виробництва клінкерної цегли та одним із супутників концтабору Заксенхаузен .

## Історія
Концентраційний табір Заксенхаузен був створений в Оранієнбурзі, на північ від Берліна, влітку 1936 року. На відміну від пізніших таборів, спочатку там не було заводів з виробництва озброєння, а також – відповідно до характеру місцевості – кар'єрів .
Створення цегляного заводу було засноване на угоді між Альбертом Шпеєром, генеральним будівельним інспектором столиці Рейху, та Адміністрацією СС у липні 1938 року. Метою було забезпечити значну кількість будівельних матеріалів, необхідних для планів Шпеера, спрямованих на перетворення Берліна на світову столицю Німеччини . Поруч із цегельним заводом на шлюзі Леніц було облаштовано гавань. Концентраційний табір Заксенхаузен забезпечував будівництво рабською робочою силою. Німецькі земляні та кам'яні заводи (DESt), що належали СС, взяли на себе управління великим цегельним заводом. Однак інженер, якому було доручено виконати цю роботу, запланував процес випалювання, який не підходив для місцевої глини. Результатом стали довгострокові заходи з реконструкції. Виробництво так і не досягло початково запланованої якості. 
В'язні особливо боялися роботи з клінкером, оскільки майже щодня траплялися смерті через виснаження та жорстоке поводження з боку охоронців.
Для клінкерного заводу експлуатувалася глиняна залізниця Заксенхаузен .
З 1940 року, на прохання Шпеера, DESt планував будівництво заводу з переробки природного каменю на північ від клінкерної фабрики. Будівельні роботи були припинені через два роки без жодних результатів. Натомість тут розбирали кабелі та здобич для видобутку сировини.
У 1941 році було збудовано кілька житлових бараків, і відтоді табір вважався незалежним підтабором концентраційного табору. З 1942 року почали виробляти ручні гранати; Деталь роботи Шпеера — перероблений металобрухт. З 1944 року Heinkel-Werke Oranienburg виробляла тут деталі для літаків.

### Вбивства та вибухи
З липня по вересень 1942 року майже всі в'язні Розового трикутника стали жертвами цілеспрямованої кампанії вбивств, організованої Шуцштаффелем під назвою «Операція Клінкер»  .  У своїх мемуарах колишній староста табору Гаррі Науйокс повідомляє про вбивство 200 гомосексуалістів та « узурпаторів влади ». Колишній в'язень Еміль Бюге записав імена 89 в'язнів, яких було вбито протягом шести тижнів.
Різанину 1942 року вшанували 30 червня 2002 року та 26 серпня 2007 року тимчасовим меморіалом, що складався з 200 пам'ятних каменів. 
10 квітня 1945 року ВПС США бомбардували заводські приміщення та майже повністю їх знищили. Під час цього нападу загинуло багато в'язнів, і навіть сьогодні останки жертв лежать на цьому місці та в прилеглому каналі.  Потім есесівці розпустили підтабір і перевели в'язнів назад до головного табору в Заксенхаузені. 

### Після закінчення війни
Після закінчення Другої світової війни машини та обладнання заводу, якщо вони не були знищені, були перевезені до Радянського Союзу. У 1948 році Червона Армія підірвала будівлі, що залишилися, та зрівняла територію із землею. У 1951 році територію було передано місту Оранієнбург, а з 1966 по 1989 рік Національна народна армія використовувала її як навчальний полігон. У 1991 році цю територію було визначено як промислову зону. Відтоді територію навколо порту використовує, серед інших, бетонна компанія. Протести колишніх в'язнів призвели до зупинки подальшого комерційного розвитку в 1992 році. У 1996 році всю територію було оголошено пам'яткою архітектури. Через рік було вирішено, що історичний парк має вшанувати колишнє використання цієї території, і в гавані було створено перший тимчасовий меморіальний майданчик. Плани міста Оранієнбург від 2000 року передбачають ландшафтний дизайн в історичному парку, щоб увічнити колишні розміри заводу. Вздовж колишніх маршрутів мала бути створена система шляхів. Цього досі не сталося, посилаючись на забруднення району боєприпасами. Однак, меморіальні дошки та інсталяції вшановують цю роботу в кількох місцях на території.

## література
- Klinkerwerk Oranienburg. Stadtagentur Koser. 2009. с. 218. ISBN 978-3-9813154-0-0.

## фільм
- Кривавий ґрунт, багаті прибутки. Економічна міць СС , документальний фільм, 52 хв., ORF/3sat/Hengster Filmproduktion 2023, сценарист і режисер Андреас Курц.

## Вебпосилання
- Eintrag zur Denkmalobjektnummer 09165538 in der Denkmaldatenbank des Landes Brandenburg

## Окремі посилання
1. ↑  [недоступне посилання — історія] und [недоступне посилання — історія]